# St. Reinholdsbank

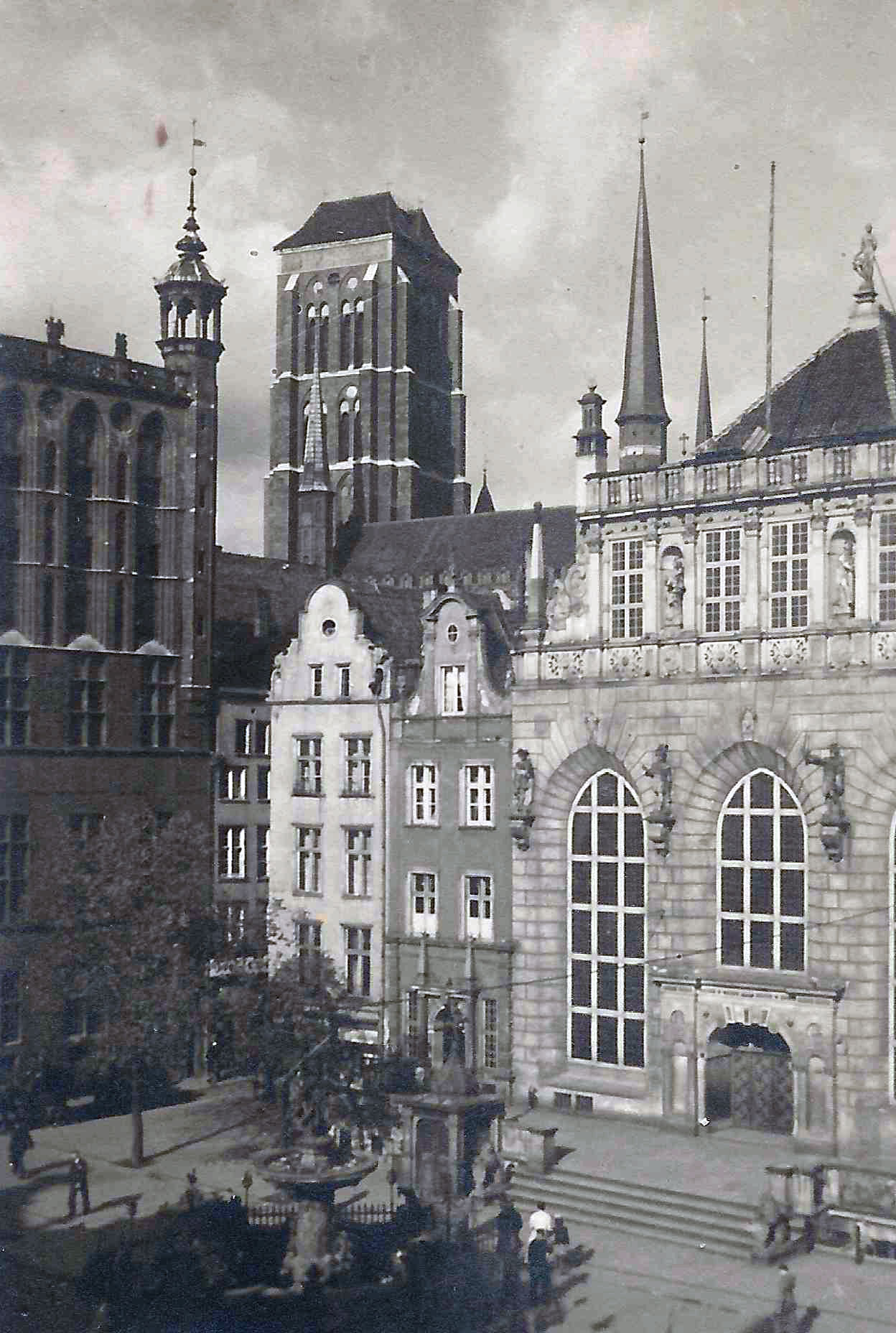
Der Danziger Artushof im Jahre 1927 (1945 zerstört)

Die St. Reinholds-Bank ist eine Bankenbrüderschaft, die sich im Artushof zu Danzig um das Jahr 1481 gründete. Sie wird das erste Mal 1481 bei der Eröffnung des neuen Danziger Artushofes erwähnt. Sie ist wohl eine landsmannschaftliche Gemeinschaft von aus Westfalen stammenden Kaufherren mit Verbindung zu den Hansestädten Dortmund und Soest. Schutzpatron dieser Bank ist der Heilige Reinoldus. Heute ist die St. Reinholds-Bank in der Hansestadt Lübeck ansässig.

## Entstehung der Banken
Vor über 600 Jahren bildeten Fernkaufleute und Schiffsherren im Ostseeraum eine Gemeinschaft, die als die „Gemeine Gilde“ oder der „Gemeine Kaufmann“ bezeichnet wurde.
In Danzig trafen sich Fernhandelskaufleute und Schiffsherren im Artushof, tauschten Informationen, insbesondere über ihre Handelsreisen und Handelsgeschäfte aus, verabredeten Reisegemeinschaften, verfolgten geschäftliche Interessen und pflegten die Geselligkeit. Wenn aus anderen Ostsee-Städten die Gemeinschaft der Fernkaufleute und Schiffsherren erreicht werden sollte, so wendeten sich die Städte an den „Gemeinen Kaufmann zu Danzig“ und baten um Bekanntgabe auf dem Artushof.
Die meisten Bankenbrüderschaften nannten sich nach ihrem Schutzpatron, wie das dem damaligen christlichen Weltbild entsprach. Die St. Reinholds-Bank wird 1481 das erste Mal erwähnt. Aus Westfalen stammende Kaufleute waren wohl ihre ersten Brüder. Die ehemals Lübische Bank benennt sich in ihrem Statut von 1482 nach dem heiligen Christophorus. Die Heilige-Drei-Könige-Bank, auch Dreikönigsbank, ist seit 1483 nachweisbar. Der Name weist auf die Herkunft seiner Brüder hin, auf Köln mit dem Schrein der Heiligen Drei Könige. Von einer Bank „Unter (der) Marienburg“ wird 1487 berichtet. Diese Brüderschaft saß im Artushof unter dem Gemälde der Marienburg und ergänzte später ihren Namen um den der Schutzpatronin Jungfrau Maria. Diese vier vorgenannten Banken existieren bis heute. Die Brüderschaften der Holländischen Bank (1492), der Schifferbank (1508) und der Bank Unser Lieben Frau sind dagegen inzwischen erloschen.

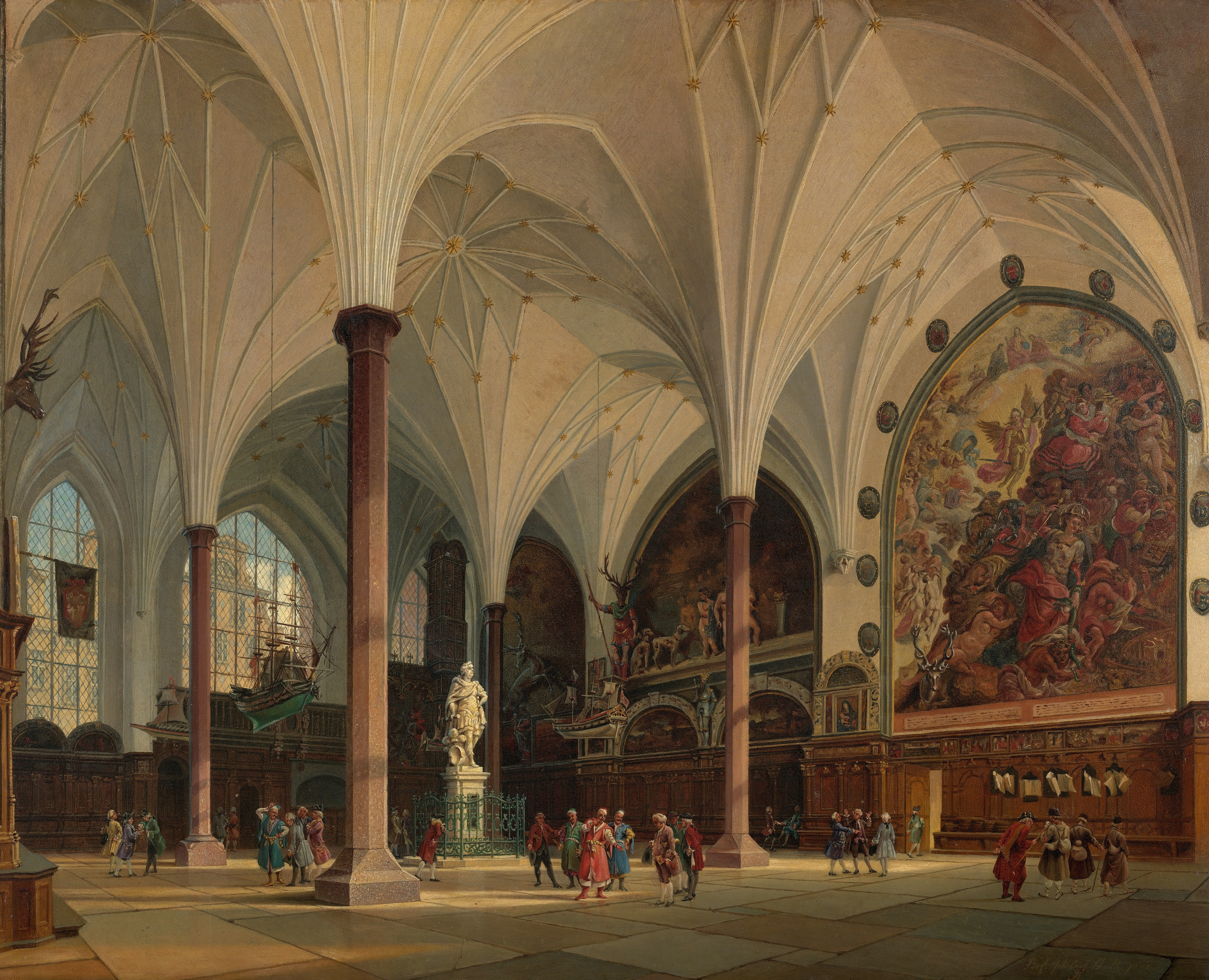
Innenansicht des Artushofes (Mitte 19. Jh.)

Die Banken führten meist ihren Schutzpatron im Namen. Für die St. Reinholds-Bank – die bereits bei der Eröffnung des neuen Artushofes im Jahre 1481 erwähnt wird – ist der Schutzpatron der heilige Reinoldus. Da die ersten Brüder der Bank wohl aus Westfalen stammten, ist ihnen die Verehrung des Heiligen Reinoldus in Dortmund nicht unbekannt gewesen. Die Lübische Bank benannte in einem Statut von 1482 St. Christophorus als Schutzpatron der Bank. Im Jahr 1482 ist die erste Nennung dieser Bank des Artushofes aktenkundig. Die Heilige-Drei-König-Bank ist seit 1483 nachweisbar. Die Patrone sind die Heiligen Drei Könige, die in Köln besonders verehrt werden. Der Name der Bank weist auf Kaufleute aus der Stadt Köln oder mit besonderen Beziehungen zu dieser Region hin. Von der „Marienburger Bank zu unserer lieben Frau Rosenkranz“ wird 1487 berichtet. Sie wurde zunächst als „Bank unter Marienburg“ bezeichnet, erhielt aber mit dem Patronat der Jungfrau Maria ihren vollständigen Namen. Das Patronat steht in Verbindung mit der St. Marien-Kirche in Danzig und mit Patronat der Jungfrau Maria für die Marienburg sowie der Marienfigur am Chor der Kirche der Marienburg.
Entsprechend der mittelalterlichen Lebensart waren dies Gebetsbrüderschaften. Sie erwarben Kapellen oder Altäre in Kirchen und Klöstern und statteten diese mit kostbarem Interieur aus. Sie beschäftigten eigens Priester für die Betreuung der Altäre und für Messen zum Seelenheil der Brüder. Für die laufende Ausstattung mit wertvollen Kerzen wurde gesorgt.
Den Charakter von Gebetsbrüderschaften legten sie später mit der einsetzenden Reformation in Danzig ab. Kapellen und Altäre blieben jedoch noch längere Zeit im Besitz der Gemeinschaften. Die soziale Fürsorge für in Not geratene Brüder und deren Angehörige und für Arme in der Stadt blieb über Jahrhunderte eine Hauptaufgabe der Gemeinschaft, bis der Staat mehr und mehr in die soziale Fürsorge eintrat.
Die Banken fühlten sich auch für die Ausgestaltung des Artushofes und die Pflege der vorhandenen Kunstwerke mit verantwortlich, auch als im Artushof die Börse tagte und die Brüderschaften sich vorwiegend in die Häuser ihrer Vögte zurückgezogen hatten.

## Struktur der Bank
Die St. Reinholds-Bank ist in ihrer Geschichte ohne Satzungen ausgekommen. Sie verfuhr „nach Gewohnheit“, nicht ohne in der gesellschaftlichen Entwicklung ihre Sitten und Gebräuche behutsam anzupassen. Die Bank gliederte sich in den „Ältesten Senior“ und die Senioren, den Vogt und die Schreiber. Der „Älteste Senior“ stand der Bank vor und führte das Wort. Ein Vogt, den die Brüder einer Bank für ein Jahr bestimmten, versah die laufenden Geschäfte der Bank.
Höhepunkt seiner Amtsführung waren die Rechnungslegung mit Vogtküre und das Vogtmahl, das er für die Brüder der Bank gab. Zum Ende seiner Amtszeit hielt der Vogt den Vogtbericht.
Der Vogt war vor seiner Amtszeit Schreiber und wurde nach ihr Senior.

## Wiederbelebung als St. Reinholds-Bank, heutige Aufgaben sowie Beziehungen und Verbindungen der Bank
In der Zeit nach dem Zweiten Weltkrieg stand die Wiederbelebung der Bank und ihrer Traditionen im Vordergrund. Mit steigendem Wohlstand haben kulturelle Aufgaben an Gewicht gewonnen: Eine Büchersammlung (Bücherschatz) zu Danzig und dem deutschen Osten wurde ausgebaut, die Kulturstiftung hansischer Städte erhielt Mittel zur Beschaffung von Städteveduten des Hanseraumes, zum Aufbau einer Sammlung von Schiffsmodellen des Ostseeraumes, bei der die einzelnen Modelle aufgrund gleichen Maßstabes unmittelbar vergleichbar sind, zur Beschaffung von Bildern, Stichen und Lithographien der Stadt Danzig und zur Sammlung von Beispielen der typischen Barockmöbel Danzigs. Die Objekte fanden Platz in Räumen des Schabbelhauses, die die Kaufmannschaft zu Lübeck der Stiftung großzügig zur Verfügung gestellt hat. Die Banken helfen bei der Wiederherstellung des Artushofes und fördern durch kulturelle und wissenschaftliche Veranstaltungen die freundschaftlichen Kontakte zur Stadt Danzig und deren polnischen Bürgern. Mittlerweile sind polnische Bürger aus Danzig Brüder (Mitglieder) der Banken geworden.
Im Schabbelhaus findet auch die traditionelle Rechnungslegung, Vogtküre, Vogtbericht und das Vogtmahl jedes Jahr Anfang November statt. Die Vogtberichte bei der traditionellen, jährlichen Veranstaltung der Bank befassen sich vornehmlich mit Themen der deutsch-polnischen Beziehungen, mit Danzig und mit der Hanse. Polnische und deutsche Repräsentanten sind dabei häufig zu Gast. Regelmäßige Reisen mit Teilnehmern aus allen vier Banken führen zu den ehemaligen Hansestädten im Ostseeraum. Hier stehen kulturelle und wirtschaftliche Themen aus Gegenwart und Vergangenheit im Vordergrund.
Freundschaftliche Beziehungen unterhalten die Banken zur Kaufmannschaft zu Lübeck, der Compagnie der Schwarzen Häupter zu Riga und der Brüderschaft der Schwarzenhäupter aus Reval e.V.
Nach Abschluss der Vereinbarung mit dem Historischen Museum der Stadt Danzig hält die St. Reinholds-Bank alle vier Jahre ihre Rechnungslegung, Vogtküre, Vogtbericht und Vogtmahl in den historischen Räumlichkeiten des Artushofes ab.
Polnische Bankbrüder sind in allen Banken vertreten. Sie vermitteln ihren deutschen Brüdern Zugang zum heutigen Danzig. Sie stützen die Aktivitäten der Banken vor Ort.
Die gemeinsamen kulturellen Veranstaltungen in Danzig und Hamburg oder Lübeck werden intensiviert.
Die Banken engagieren sich finanziell an der Vollendung der Innenausstattung des Artushofes. Im Artushof veranschaulichen Ausstellungen die Bedeutung der Banken für die Stadt Danzig und dieses traditionsreiche Gebäude.

## Ausschuss der Banken
Ein gemeinsamer Bankenausschuss koordiniert die Entwicklung der Banken und vertritt sie bei Bedarf nach außen. Jede einzelne Bank ist darin vertreten durch den Ältesten Senior, den amtierenden Vogt und zwei Delegierte. Weitere Mitglieder sind der Ausschussvorsitzende, der Schatzmeister, der Danzig-Beauftragte, der Archivar sowie der Vorsitzende des Fördervereins und der Vorsitzende der Stiftung.
Der Ausschussvorsitzende koordiniert die Ausschussarbeit und berichtet an die Banken. Der Schatzmeister verwaltet die Finanzen der einzelnen Banken und des Ausschusses. Der Archivar führt die Bibliothek (Bücherschatz) und das Archiv der Banken. Der Danzig-Beauftragte sorgt durch laufenden Kontakt und mit wechselnden Veranstaltungen dafür, dass die Freundschaftsvereinbarung mit Danzig lebt.
Den Ausschussvorsitz bilden:
- Vorsitzender des Ausschusses: Ralf Giercke
- Stellv. Vorsitzender: Ralf Schumacher

## Die Sammlung der Stiftung „Kulturgut hansischer Städte“
Stiftungssaal: Kern der Sammlungen ist eine Zusammenstellung der bekannten Veduten von Matthäus Merian, Vater (1593–1650) und Sohn (1621–1687). Von Lübeck bis Reval sind alle bekannten Ostseestädte vertreten. Neben den Ansichten von Merian ergänzen Veduten anderer Stecher die Sammlung, so dass fast alle Städte sowohl in der Silhouette als auch in der Vogelschau oder im Grundriss dargestellt werden.
Ein weiterer Schwerpunkt der Sammlungen sind die typischen Schiffe des Ostseeraums zwischen 1300 und 1900. Sie werden in einer Modellreihe im einheitlichen Maßstab von 1:50 dargestellt. Neben einer Kogge nach einem Elbinger Siegel (um 1300) und einem Nachbau der Bremer Kogge (um 1380) werden eine Fleute, eine Handelsbrigg und ein segelbarer Schraubendampfer von 1889 gezeigt. Die Städte Lübeck und Danzig werden durch die Modelle der Karacken Jesus von Lübeck und Peter von Danzig repräsentiert – alle im selben Maßstab.
Ergänzt wird die Ausstellung durch Abgüsse bekannter Siegel der Hansezeit und durch historische Aufnahmen aus Hansestädten des südlichen Ostseeraums. Ferner werden die Handelswege der Hanse dargestellt. Der früheren Bedeutung des Salzhandels wird durch anschauliche Modelle des Stecknitzkanals und seiner Budenkähne Rechnung getragen.

## Archiv der Banken
Die vier Banken des Danziger Artushofes zu Lübeck haben 1945 bei der Übersiedlung von Danzig nach Hamburg – später Lübeck – nahezu alle Unterlagen über ihre Geschichte verloren. Die aktuellen Unterlagen aus der Zeit Ende des 19. Jahrhunderts bis 1945 befanden sich teilweise in Verwahrung in Schließfächern einer Danziger Bank, teilweise in der Hand der aktiven Vögte der Banken. Trotz umfangreichen Recherchen der Archivare der Banken Justus Klawitter, Erich Dubke, Gerhard Holzrichter und Hans-Jobst Siedler wurden nach 1945 nur wenige Dokumente aufgefunden. Es bestand Übereinstimmung zwischen den vier Banken, Quellen, Dokumente und Darstellungen über den südlichen Ostseeraum, die Stadt Danzig und insbesondere zur Geschichte der Banken zu sammeln und über ein Archiv sowohl interessierten Bankenbrüdern als auch interessierten Historikern zur Verfügung zu stellen.
Kernpunkt des Archives der Banken des Danziger Artushofes ist:
- Paul Simson: Der Artushof in Danzig und seine Brüderschaften, die Banken.

### Das Archiv der Banken des Danziger Artushofes besteht aus folgenden Teilen
Banken des Danziger Artushofes: Interne Dokumente und Unterlagen
Bibliothek der Banken des Danziger Artushofes (Bücherschatz)
Ergänzt werden die Archiv-Unterlagen über Bestände des Staatsarchivs in Danzig zur Geschichte der Banken des Danziger Artushofes aus der Zeit zwischen 1481 und 1900.
Das Archiv wird ständig ausgebaut.